# Мальцев, Максим Сергеевич
Максим Сергеевич Мальцев (род. 6 февраля 1995, Тюмень) — российский хоккеист, нападающий.

## Биография
Начинал заниматься хоккеем в тюменском «Газовике», с 2008 года — в ЦСКА. Начал играть в МХЛ в составе команды «Серебряные львы» Санкт-Петербург (2012/13 — 2014/15). После вхождения клуба в систему СКА выступал за команды «СКА-1946» (МХЛ, 2015/16) и «СКА-Нева» (ВХЛ, 2016/17 — 2017/18). Сезон 2018/19 провёл в красноярском «Соколе». В следующем сезоне играл за минскую «Юность», в составе которой стал чемпионом и обладателем Кубка Беларуси. В сезоне 2020/21 выступал в третьей шведской лиге за «Карлскруну». Затем — игрок команд ВХЛ «Химик» Воскресенск (2021/22), «Металлург» Новокузнецк (2022/23), АКМ (с 2023/24).
Победитель хоккейного турнира зимней Универсиады 2019 года.